# Шира-югурский язык
Шира-югурский язык принадлежит к монгольским языкам.
Шира-югуры составляют часть народности юйгу, проживающей в местностях Канлочу и Матисы провинции Ганьсу КНР. Общая численность шира югуров по данным 1953—1954 гг. — 1500 чел. Полагают, что шира югуры — это тюркское племя, перешедшее на монгольский язык. Возможно, что на первоначально тюркскую основу шира-югурского языка постепенно наслаивались элементы различных групп монгольских языков.
Шира-югурский язык как средство общения существует только в устно-разговорной форме. За пределами областей своего проживания шира югуры объясняются на китайском языке.
Язык бесписьменный, литературный стандарт отсутствует, не является предметом преподавания.
Основу лексики шира-югурского языка составляют монгольские слова, определенный пласт лексики относится к словам тюркского происхождения, имеются заимствования из тибетского и китайского языков.